# Nothing at All (Chiara Iezzi)
Nothing at All è un singolo della cantante pop italiana Chiara Iezzi, componente del duo Paola & Chiara, pubblicato nell'ottobre 2006 in formato digitale e il 27 gennaio 2007 dall'etichetta discografica Universo.

## Descrizione
Si tratta del primo lavoro discografico come solista dell'artista ed è stato pubblicato inizialmente su iTunes nell'ottobre 2006, mentre la data ufficiale dell'uscita del singolo in versione fisica è il 27 gennaio 2007. Chiara Iezzi è autrice sia della melodia che del testo del brano, di cui è anche interprete e co-produttrice.
Il singolo è stato pubblicato in formato EP contenente la versione "radio edit" del brano, la versione estesa, altre due canzoni inedite dal titolo Cool Vibration e Virgin Mary Superstar, remixata nella versione Choose the light Mix e Human Resources. Nell'EP è contenuto anche il videoclip del brano.
Il singolo ha raggiunto la seconda posizione della classifica ufficiale italiana per due settimane. Nella primavera del 2007 è stato pubblicato solo per iTunes un EP di remix della canzone. Nei negozi è poi anche uscito a tiratura limitata la versione in vinile Nothing at All (Remixed) contenente diversi remix. Nothing at all viene remixata dai famosi Dj Alex Gaudino e Nicola Fasano.
Nel 2010 su iTunes è stata pubblicata una nuova versione del singolo dal titolo Walking on the Moon con differenti remix e una versione live in chiave jazz di Roxanne dei Police.

## Video musicale
Il video musicale del brano, girato a Londra, è stato diretto dal regista Maki Gherzi e prodotto da Filmlover.

## Tracce
CD, download digitale
1. Nothing at All (Full Track)
2. Nothing at All (Radio Edit)
3. Virgin Mary Superstar (Choose The Light Mix)
4. Cool Vibration
5. Virgin Mary Superstar (Human Resources Super Mix)
6. Nothing at All (The Video)

Nothing at All (Remixed) - Download digitale
1. Nothing at All
2. Nothing at All (DTA remix, by Digital Textures Applied)
3. Nothing at All (Over and Over Extended Mix)
4. Nothing at All (Club Mix Extended)
5. Nothing at All (Trans-Gender Extra Classic 12" Mix)(DJ MIXandra)
6. Nothing at All (EsseEffe Mix)
7. Nothing at All (Babel Remix)

Walking on the Moon - Download digitale
1. Virgin Mary Superstar
2. Cool Vibration
3. Nothing At All (Nicola Fasano Mix)
4. Virgin Mary Superstar (Choose The Light Mix)
5. Roxanne (Live In Radio Deejay 2001)
6. Virgin Mary Superstar (Human Resources Mix)

## Classifiche
| Classifica (2007) | Posizione massima |
| ----------------- | ----------------- |
| Italia            | 2                 |